# Lingvo internacia
Lingvo internacia, tidskrift på esperanto, utgiven av Uppsala Esperantoförening 1895–1900. De första redaktörerna var Valdemar Langlet, Uppsala, och Vladimir Gernet, Odessa, med vars ekonomiska stöd tidskriften gavs ut. 1897 tog Paul Nylén över som redaktör.
1895 var Lingvo internacia den enda tidskriften på esperanto.